# Rüdiger Scholz

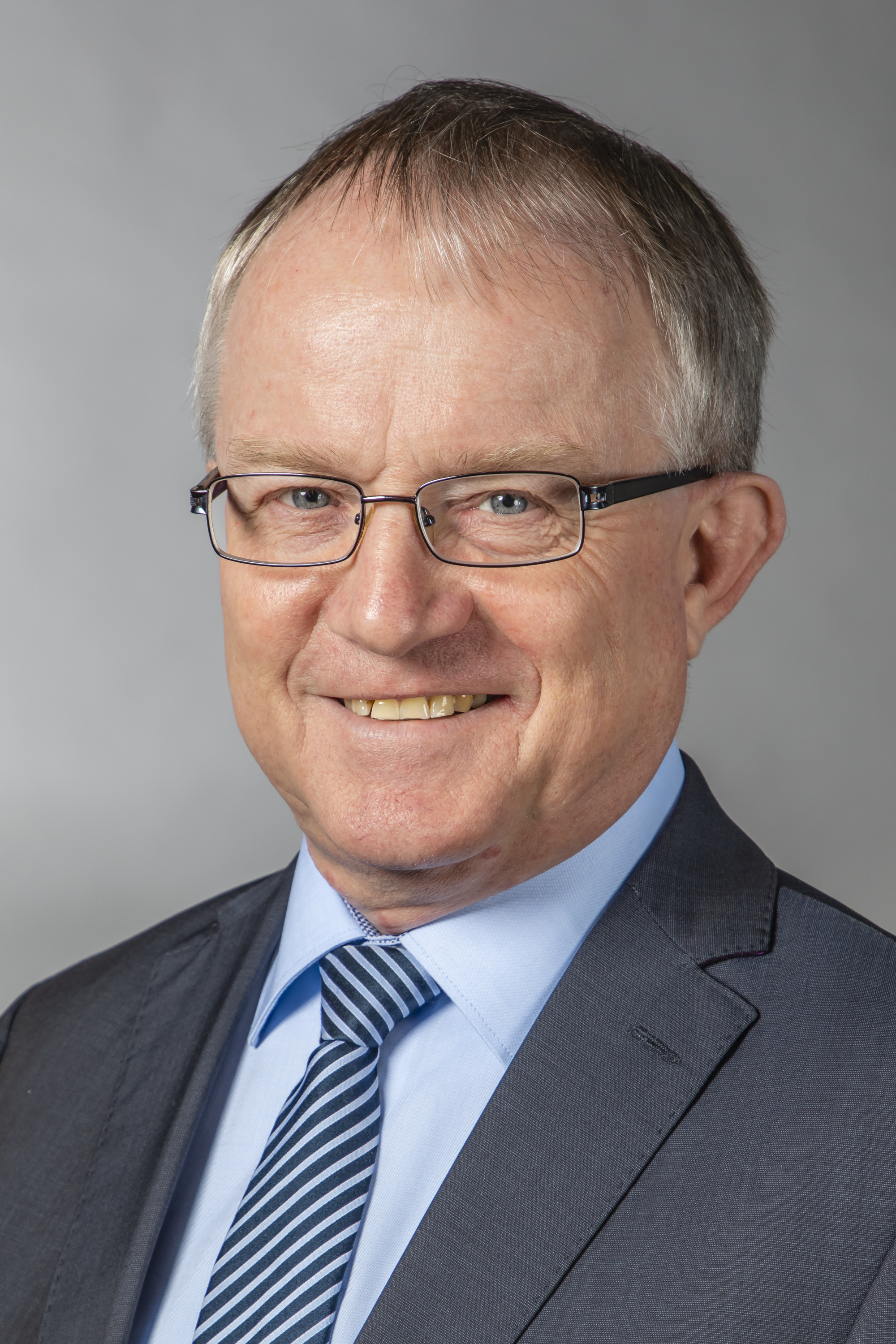
Rüdiger Scholz (2019)

Rüdiger Scholz (* 23. November 1957 in Köln) ist ein deutscher Politiker (CDU). Er ist seit 2017 Abgeordneter im Landtag von Nordrhein-Westfalen.

## Leben
Scholz studierte Lehramt an der Universität Köln. 1979 trat Scholz in die CDU ein. Von 1987 bis 1990 war Scholz Pressesprecher der Jungen Union Deutschlands. Von 1990 bis 1992 leitete er das „Büro für demokratische Jugendarbeit“ in Berlin und war Geschäftsführer des christlich-demokratischen Kinder- und Jugendverbandes Frischluft e.V. in Bonn. Von 1992 bis 1994 war Scholz Pressesprecher CDU Thüringen. Von 1994 bis 2003 war Scholz Angestellter einer Marketingagentur in Bonn.	Seit 1999 ist Scholz Mitglied im Stadtrat Leverkusen. Von 2004 bis 2009 war er Pressesprecher der CDU Brandenburg und der CDU-Landtagsfraktion Brandenburg in Potsdam. Seit 2010 ist Scholz als Lehrer an einer Realschule in Wuppertal tätig.
Scholz gelang am 14. Mai 2017 bei der Landtagswahl in Nordrhein-Westfalen 2017 der Einzug als Abgeordneter in den Landtag von Nordrhein-Westfalen als Direktkandidat im Landtagswahlkreis Leverkusen. Bei der Landtagswahl 2022 wurde er wiederum direkt über den Wahlkreis in den Landtag gewählt.